# Crepidodera sculpturata
Crepidodera sculpturata är en skalbaggsart som först beskrevs av Lazorko 1974.  Crepidodera sculpturata ingår i släktet Crepidodera och familjen bladbaggar. Inga underarter finns listade i Catalogue of Life.